# أل نورمان
أل نورمان (بالإنجليزية: Al Norman)‏ هو كاتب أمريكي، ولد في 1947.